# Liste des œuvres d'Olivier Messiaen

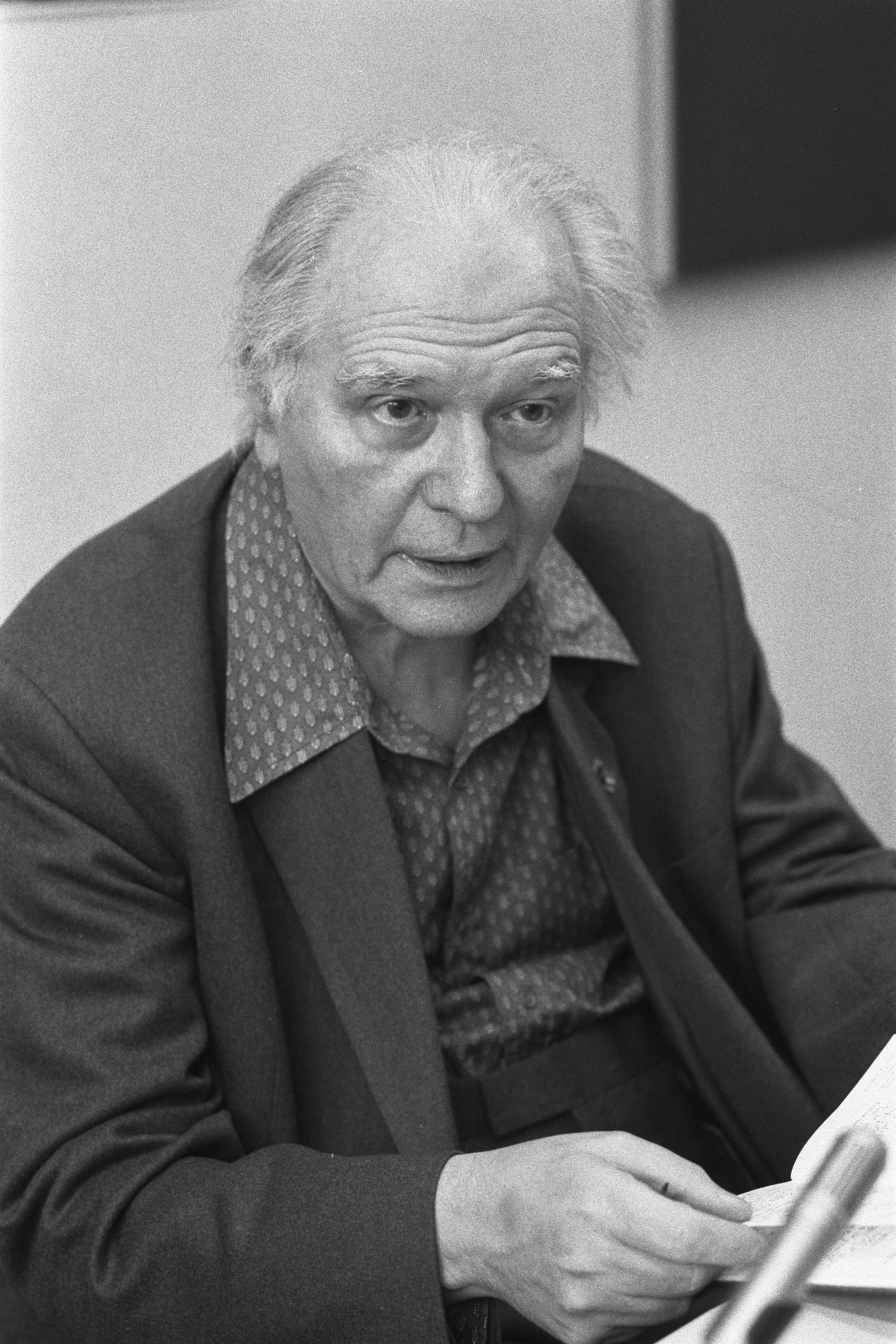
Olivier Messiaen en 1986.

## Catalogue par genre

### Orgue
- Esquisse modale, pour orgue [Paris, 1927]
- Variations écossaises, pour orgue [Paris, 1928]
- Le Banquet céleste, pour orgue [Fuligny, Aube, été 1928]
- L'Hôte aimable des âmes, pour orgue [Fuligny, Aube, 1928]
- Prélude, pour orgue [1928 - découvert en 1997]
- Offrande au Saint-Sacrement, pour orgue [1930 ou 1935]
- Diptyque - Essai sur la vie terrestre et l'Éternité bienheureuse, pour orgue [Paris, 1930]
- Apparition de l'église éternelle, pour orgue [Paris, 1932]
- L'Ascension, pour orgue [Neussargues, été 1933 puis Paris, 1934]
- La Nativité du Seigneur, pour orgue [Grenoble, 1935  > 27 février 1936]
- Les Corps glorieux, pour orgue [Petichet, Isère, 1939 > avril 1945]
- Messe de la Pentecôte, pour orgue [Paris, improvisée de 1948 /1950]
- Livre d'orgue, pour orgue [1951]
- Verset pour la fête de la dédicace, pour orgue [1960]
- Monodie, pour orgue [1963]
- Méditations sur le Mystère de la Sainte Trinité, pour orgue [1965 /1969 > 29 mars 1972]
- Le Livre du Saint-Sacrement, pour orgue [1984 > Detroit, 1er juillet 1986]

### Piano
Piano solo
- la Dame de Shalott, pour piano [Grenoble, 1917]
- la Tristesse d'un grand ciel blanc, pour piano [Paris, 1925]
- Huit préludes, pour piano [Fuligny, Aube, 1928-1929 > 1er mars 1930]
- les Offrandes oubliées, réduction pour piano [Fuligny, Aube, 1930]
- Fantaisie burlesque, pour piano [Paris, 1932]
- Pièce pour le Tombeau de Paul Dukas, pour piano [Grenoble, 1935]
- Rondeau, pour piano [Paris, 1943]
- Vingt Regards sur l'Enfant-Jésus, suite pour piano [1944 >Paris, 26 mars 1945]
- Cantéyodjayâ, pour piano [1948 > Paris, 23 février 1954]
- Quatre études de rythme, pour piano [1949 > Création : 6 novembre 1950, Tunis]
- Catalogue d'oiseaux, pour piano [octobre 1956 /septembre 1958 > 15 avril 1959]
- Prélude, pour piano [Paris, 1964]
- La Fauvette des jardins, pour piano  [Grand Serre, 1970 > 7 novembre 1972]
- Petites esquisses d'oiseaux, pour piano [1985 > Paris, 26 janvier 1987]

Deux pianos
- Visions de l'Amen, pour deux pianos [Paris, 1943 > 10 mai 1943]

Piano et orchestre
- Réveil des oiseaux, pour piano solo et grand orchestre [11 octobre 1953] (trois mouvements : Minuit, 4h du matin, L'aube, Réveil des oiseaux et Chant de la matinée)
- Oiseaux exotiques, pour piano solo et petit orchestre [octobre 1955 /janvier 1956 > 10 mars 1956]
- Sept haïkaï, esquisses japonaises pour piano solo et petit orchestre [1962 > 30 octobre 1963]
- Couleurs de la Cité céleste, pour piano et ensemble à vent et percussions [1963 > 17 octobre 1964]
- Des canyons aux étoiles..., pour piano et orchestre [1971-74 > New York, 20 novembre 1974]
- Un Vitrail et des oiseaux, pour piano et orchestre à vent et percussions [1986 > 26 novembre 1988]
- La ville d'en haut, pour piano et orchestre (1989)

### Ondes Martenot
- Fête des belles eaux, pour six Ondes Martenot [Paris, 1937]
- Deux monodies en quarts de ton, pour Ondes Martenot seule [Paris, 1938]
- Musique de scène pour un Œdipe, pour ondes Martenot seules [Paris, 1942]
- Quatre inédits, pour ondes Martenot et piano (Solfège, Déchiffrage, Déchiffrage et Déchiffrage)

### Voix et piano
- Deux ballades de Villon, pour voix et piano [Paris, 1921]
- Trois mélodies, pour voix de soprano et piano [Paris, 1930]
- Vocalise, pour voix de soprano et piano [Paris, 1935]
- Poèmes pour Mi - 1er & 2e Livre, pour voix de soprano et piano [Petichet, Isère, 1936]
- Chants de Terre et de Ciel, pour voix de soprano et piano [Petichet, Isère, 1938]
- Harawi, chant d'amour et de mort, pour soprano et piano (1945 >Bruxelles, 27 juin 1946)

### Musique de chambre
- Thème et variations, pour violon et piano [Paris, 1932]
- Fantaisie, pour violon et piano [Paris, 1933]
- Quatuor pour la fin du Temps, pour violon, clarinette en si♭, violoncelle et piano [Görlitz, Silésie, 1940 /1941 > 15 janvier 1941]
- Le Merle noir, pour flûte et piano [1952]
- Le Tombeau de Jean-Pierre Guézec, pour cor (1971)
- Chant dans le style de Mozart, pour clarinette et piano (1986)
- Concert à quatre (œuvre inachevée - terminée par Yvonne Loriod), pour flûte, hautbois, violoncelle, piano et orchestre [1990,91]
- Pièce pour piano et quatuor à cordes  [1991]

### Musique orchestrale
- Fugue (sur un sujet de Henri Rabaud), pour orchestre [1926][1]
- Fugue en ré mineur, pour orchestre [Paris, 1928]
- le Banquet eucharistique, pour orchestre [Fuligny, Aube, 1928]
- Simple chant d'une âme, pour orchestre [Paris, 1930]
- Les Offrandes oubliées, méditation symphonique [Fuligny, Aube, 1930 > 19 février 1931]
- Le Tombeau resplendissant, pour orchestre [Fuligny, Aube, 1931]
- Hymne (Hymne au Saint Sacrement), pour orchestre [Paris, 1932 > 13 mars 1933]
- L'Ascension, pour orchestre [Paris /Neussargues, mai /juillet 1932 puis Monaco,mai /juillet 1933 > 9 février 1934]
- Turangalîla-Symphonie, pour piano solo, ondes Martenot et grand orchestre [17 juillet 1946 /29 novembre 1948 > 2 décembre 1949]
- Chronochromie, pour grand orchestre [1959-1960 - Création le 16 octobre 1960]
- Et exspecto resurrectionem mortuorum, pour orchestre (bois, cuivres et percussions métalliques) [1964 > 20 juin 1965]
- Éclairs sur l'Au-Delà..., pour grand orchestre [1987-1991, New York, 5 novembre 1992]
- Un sourire, pour grand orchestre (1989)

### Musique vocale
- La Mort du nombre, pour soprano, ténor et violon et piano [Paris, 1930]
- Messe, pour 8 sopranos et 4 violons [Neussargues, Cantal, 1933]
- Poèmes pour Mi - 1er & 2e Livre, pour grand soprano dramatique et orchestre [1936 > Paris, 4 juin 1937]
- O sacrum convivium !, pour chœur à 4 voix mixtes a cappella ou soprano et orgue [Paris, 1937]
- Chœurs pour une Jeanne d'Arc, pour grand chœur et petit chœur mixte a cappella [Neussargues, Cantal, 1941] 1) Te Deum - 2) Impropères
- Trois petites Liturgies de la présence divine, pour chœur de voix de femmes, piano, ondes Martenot et orchestre [1943 /1944 >Paris, 21 avril 1945]
- Chant des déportés, pour  chœur mixte et grand orchestre [1945]
- Cinq rechants, pour 12 voix mixtes a cappella : 3 sopranos 3 altos 3 ténors 3 basses (Salabert)[1948 > Paris, 15 juin 1950]
- La Transfiguration de Notre Seigneur Jésus-Christ, pour chœur mixte, 7 solistes et orchestre [28 juin 1965 /20 février 1969 > 7 juin 1969]

### Opéra
- Saint François d'Assise (Livret d'Olivier Messiaen, opéra commandé par Rolf Liebermann en 1975 pour l’Opéra de Paris Opéra en 3 actes et 8 tableaux) [1975-83 > Paris, 28 novembre 1983]

## Catalogue chronologique
- Les « > » entre crochets :  la première date correspond à l'année de la composition, la seconde à droite du signe « > » renvoie à la date de création.

### Années 1910
1917 (9 ans)
- OM 001 - la Dame de Shalott, pour piano [Grenoble, 1917]

### Années 1920
1921 (13 ans)
- OM 002 - Deux ballades de Villon, pour voix et piano [Paris, 1921]

1925 (17 ans)
- OM 003 - la Tristesse d'un grand ciel blanc, pour piano [Paris, 1925]

1927 (19 ans)
- OM 004 - Esquisse modale, pour orgue [Paris, 1927]

1928 (20 ans)
- OM 005 - Fugue en ré mineur, pour orchestre [Paris, 1928]
- OM 006 - le Banquet eucharistique, pour orchestre [Fuligny, Aube, 1928]
- OM 007 - Variations écossaises, pour orgue [Paris, 1928]
- OM 008 - le Banquet céleste, pour orgue [Fuligny, Aube, été 1928]
- OM 009 - l'Hôte aimable des âmes, pour orgue [Fuligny, Aube, 1928]
- OM 010 - Prélude, pour orgue [1928 - découvert en 1997]
- OM 011 - Huit préludes, pour piano [Fuligny, Aube, 1928-1929 > 1er mars 1930]

### Années 1930
1930 (22 ans)
- OM 012 - Diptyque - Essai sur la vie terrestre et l'Éternité bienheureuse, pour orgue [Paris, 1930]
- OM 013 - Trois mélodies, pour voix de soprano et piano [Paris, 1930]
- OM 014 - la Mort du nombre, pour soprano, ténor et violon et piano [Paris, 1929 d'après Yvonne LORIOD mais 1930]
- OM 015 - Simple chant d'une âme, pour orchestre [Paris, 1930]
- OM 016a - Les Offrandes oubliées, méditation symphonique [Fuligny, Aube, 1930 > 19 février 1931]
- OM 016b - les Offrandes oubliées, réduction pour piano [Fuligny, Aube, 1930]

1931 (23 ans)
- OM 017 - le Tombeau resplendissant, pour orchestre [Fuligny, Aube, 1931]

1932 (24 ans)
- OM 018 - Apparition de l'église éternelle, pour orgue [Paris, 1932]
- OM 019 - Hymne (Hymne au Saint Sacrement), pour orchestre [Paris, 1932 > 13 mars 1933]
- OM 020 - Thème et variations, pour violon et piano [Paris, 1932]
- OM 021 - Fantaisie burlesque, pour piano [Paris, 1932]
- OM 022a - l'Ascension, pour orchestre [Paris /Neussargues, mai /juillet 1932 puis Monaco,mai /juillet 1933 > 9 février 1934]

1933 (25 ans)
- OM 022b - l'Ascension, pour orgue [Neussargues, été 1933 puis Paris, 1934]
- OM 023 - Messe, pour 8 sopranos et 4 violons [Neussargues, Cantal, 1933]
- OM 024 - Fantaisie, pour violon et piano [Paris, 1933]

1935 (27 ans)
- OM 025 - la Nativité du Seigneur, pour orgue [Grenoble, 1935  > 27 février 1936]
- OM 026 - Vocalise, pour voix de soprano et piano [Paris, 1935]
- OM 027 - Pièce pour le Tombeau de Paul Dukas, pour piano [Grenoble, 1935]

1936 (28 ans)
- OM 028a - Poèmes pour Mi - 1er & 2e Livre, pour voix de soprano et piano [Petichet, Isère, 1936]
- OM 028b - Poèmes pour Mi - 1er & 2e Livre, pour grand soprano dramatique et orchestre [1936 > Paris, 4 juin 1937]

1937 (29 ans)
- OM 029 - Fête des belles eaux, pour six Ondes Martenot [Paris, 1937]
- OM 030 - O sacrum convivium !, pour chœur à 4 voix mixtes a cappella ou soprano et orgue [Paris, 1937]

1938 (30 ans)
- OM 031 - Chants de Terre et de Ciel, pour voix de soprano et piano [Petichet, Isère, 1938]
- OM 032 - Deux monodies en quarts de ton, pour Ondes Martenot seule [Paris, 1938]

1939 (31 ans)
- OM 033 - Les Corps glorieux, pour orgue [Petichet, Isère, 1939 > avril 1945]

### Années 1940
1940 (32 ans)
- OM 034 - Quatuor pour la fin du Temps, pour violon, clarinette en si♭, violoncelle et piano [Görlitz, Silésie, 1940 /1941 > 15 janvier 1941]

1941 (33 ans)
- OM 035 - Chœurs pour une Jeanne d'Arc, pour grand chœur et petit chœur mixte a cappella [Neussargues, Cantal, 1941] 1) Te Deum - 2) Impropères

1942 (34 ans)
- OM 036 - Musique de scène pour un Œdipe, pour ondes Martenot seules [Paris, 1942]

1943 (35 ans)
- OM 037 - Rondeau, pour piano [Paris, 1943]
- OM 038 - Visions de l'Amen, pour deux pianos [Paris, 1943 > 10 mai 1943 ]

1944 (36 ans)
- OM 039 - Trois petites Liturgies de la présence divine, pour chœur de voix de femmes, piano, ondes Martenot et orchestre [1943 /1944 >Paris, 21 avril 1945]
- OM 040 - Vingt Regards sur l'Enfant-Jésus, suite pour piano [1944 >Paris, 26 mars 1945]

1945 (37 ans)
- OM 041 - Chant des déportés, pour  chœur mixte et grand orchestre [1945]
- OM 042 - Harawi, chant d'amour et de mort, pour soprano et piano (1945 >Bruxelles, 27 juin 1946)

1946 - 1948 (38/40 ans)
- OM 043 - Turangalîla-Symphonie, pour piano solo, ondes Martenot et grand orchestre [17 juillet 1946 /29 novembre 1948 > 2 décembre 1949]
- OM 044 - Messe de la Pentecôte, pour orgue [Paris, improvisée de 1948 /1950]
- OM 045 - Cinq rechants, pour 12 voix mixtes a cappella : 3 sopranos 3 altos 3 ténors 3 basses (Salabert)[1948 > Paris, 15 juin 1950]

1948 (40 ans)
- OM 046 - Cantéyodjayâ, pour piano [1948 > Paris, 23 février 1954]

1949 (41 ans)
- OM 047 - Quatre études de rythme, pour piano [1949 > Création : 6 novembre 1950, Tunis]

### Années 1950
1951 (43 ans)
- OM 048 - Livre d'orgue, pour orgue [1951]

1952 (44 ans)
- OM 049 - Le Merle noir, pour flûte et piano [1952]
- OM 050 - Réveil des oiseaux, pour piano solo et grand orchestre [X > 11 octobre 1953]

		1) Minuit - 2) 4h du matin, L'aube, Réveil des oiseaux - 3) Chant de la matinée
1955 (47 ans)
- OM 051 - Oiseaux exotiques, pour piano solo et petit orchestre [octobre 1955 /janvier 1956 > 10 mars 1956]

1956 (48 ans)
- OM 052 - Catalogue d'oiseaux, pour piano [octobre 1956 /septembre 1958 > 15 avril 1959]

1959 (51 ans)
- OM 053 - Chronochromie, pour grand orchestre [1959 /1960 - Création le 16 octobre 1960]

### Années 1960
1960 (52 ans)
- OM 054 - Verset pour la fête de la dédicace, pour orgue [1960]

1962 (54 ans)
- OM 055 - Sept haïkaï, esquisses japonaises pour piano solo et petit orchestre [1962 > 30 octobre 1963]

1963 (55 ans)
- OM 056 - Monodie, pour orgue [1963]
- OM 057 - Couleurs de la Cité céleste, pour piano et ensemble à vent et percussions [1963 > 17 octobre 1964]

1964 (56 ans)
- OM 058 - Prélude, pour piano [Paris, 1964]
- OM 059 - Et exspecto resurrectionem mortuorum, pour orchestre (bois, cuivres et percussions métalliques) [1964 > 20 juin 1965]

1965 (57 ans)
- OM 060 - La Transfiguration de Notre Seigneur Jésus-Christ, pour chœur mixte, 7 solistes et orchestre [28 juin 1965 /20 février 1969 > 7 juin 1969]
- OM 061 - Méditations sur le Mystère de la Sainte Trinité, pour orgue [1965 /1969 > 29 mars 1972]

### Années 1970
1970 (62 ans)
- OM 062 - La Fauvette des jardins, pour piano  [Grand Serre, 1970 > 7 novembre 1972]

1971 (63 ans)
- OM 063 - Le Tombeau de Jean-Pierre Guézec, pour cor (1971)
- OM 064 - Des canyons aux étoiles..., pour piano et orchestre [1971-74 > New York, 20 novembre 1974]

1975 (67 ans)
- OM 065 - Saint François d'Assise (Livret d'Olivier Messiaen, opéra commandé par Rolf Liebermann en 1975 pour l’Opéra de Paris Opéra en 3 actes et 8 tableaux) [1975-83 > Paris, 28 novembre 1983]

### Années 1980
1984 (76 ans)
- OM 066 - Le Livre du Saint-Sacrement, pour orgue [1984 > Detroit, 1er juillet 1986]

1985 (77 ans)
- OM 067 - Petites esquisses d'oiseaux, pour piano [1985 > Paris, 26 janvier 1987]

1986 (78 ans)
- OM 068 - Chant dans le style de Mozart, pour clarinette et piano (1986)
- OM 069 - Un Vitrail et des oiseaux, pour piano et orchestre à vent et percussions [1986 > 26 novembre 1988]

1987 (79 ans)
- OM 070 - Éclairs sur l'Au-Delà..., pour grand orchestre [1987-1991, New York, 5 novembre 1992]

1989 (81 ans)
- OM 071 - Un sourire, pour grand orchestre (1989)
- OM 072 - La ville d'en haut, pour piano et orchestre (1989)

### Années 1990
1990 (82 ans)
- OM 073 - Concert à quatre (œuvre inachevée - terminée par Yvonne Loriod), pour flûte, hautbois, violoncelle, piano et orchestre [1990,91]

1991 (83 ans)
- OM 074 - Pièce pour piano et quatuor à cordes  [1991]

### Non daté
- OM 075 - Quatre inédits, pour ondes Martenot et piano :

1. Solfège
2. Déchiffrage
3. Déchiffrage
4. Déchiffrage

- OM 076 - Offrande au Saint-Sacrement, pour orgue [19XX 1930 ou 1935?]